# El Mirador Guadalupano
El Mirador Guadalupano är en ort i Mexiko.   Den ligger i kommunen Quimixtlán och delstaten Puebla, i den sydöstra delen av landet, 210 km öster om huvudstaden Mexico City. El Mirador Guadalupano ligger 2 494 meter över havet och antalet invånare är 209.
Terrängen runt El Mirador Guadalupano är kuperad åt nordost, men åt sydväst är den bergig. Terrängen runt El Mirador Guadalupano sluttar österut. Runt El Mirador Guadalupano är det ganska glesbefolkat, med 36 invånare per kvadratkilometer. Närmaste större samhälle är Heroica Coscomatepec de Bravo, 16,6 km sydost om El Mirador Guadalupano. I omgivningarna runt El Mirador Guadalupano växer i huvudsak blandskog.